# Вигнання нацистських окупантів з Криму (1943—1944)
Вигнання нацистських окупантів з Криму (листопад 1943 — травень 1944) — бойові дії радянських військ за оволодіння Кримським півостровом в ході Другої світової війни.